# مركز الجوي
مركز الجوي أحد القرى التابعة لمحافظة الزلفيالواقعة في منطقة الرياض وتبعد عنها ما يقارب 25 كم ناحية الشمال. تتوافر فيها الخدمات الأساية وكذلك مدرسة للبنين ومدرسة للبنات وكذلك مركز صحي.